# Porina malmei
Porina malmei är en lavart som beskrevs av P. M. McCarthy. Porina malmei ingår i släktet Porina och familjen Porinaceae.   Inga underarter finns listade i Catalogue of Life.